# Remaneicaris ivoneae
Remaneicaris ivoneae is een eenoogkreeftjessoort uit de familie van de Parastenocarididae. De wetenschappelijke naam van de soort is voor het eerst geldig gepubliceerd in 2010 door Corgoshinho, Martínez Arbizu & Santos-Silva.